# Georgi Benkowski

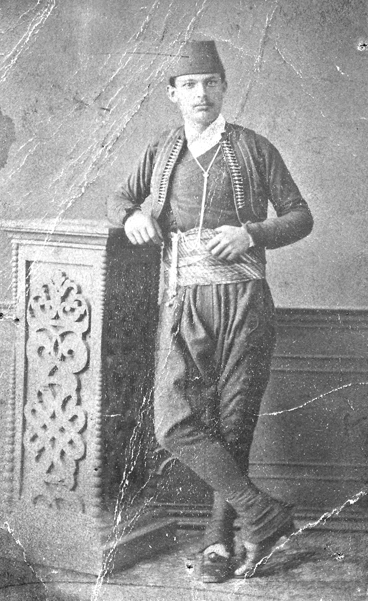
Georgi Benkowski, um 1875

Georgi Benkowski (bulgarisch Георги Бенковски), geboren als Gawril Gruew Hlatew (bulg. Гаврил Груев Хлътев; * 1841 in Kopriwschtiza; † 12. Mai 1876 bei Ribariza) war ein bulgarischer Revolutionär, Ideologe, Organisator und Führer des Bulgarischen Aprilaufstands von 1876.

## Leben
Georgi Benkowski wurde als Gawril Gruew Hlatew Anfang der 1840er Jahre in dem Balkanstädtchen Kopriwschtiza, heute Mittelbulgarien, in der Kaufmannsfamilie von Grujo Hlatew geboren. Benkowski hatte zwei Schwestern Kuna und Wasilja. Seine Familie gehörte zu den wohlhabenderen Handwerks- und Händlerfamilien der Stadt, jedoch verschlechterte sich die finanzielle Lage nach dem Tod seines Vaters. Dieses veranlasste seine Mutter ihn nur bis zur dritten Klasse in die Grundschule gehen zu lassen. Stattdessen schickte sie den Jungen Georgi zum Erlernen des Schneiderberufes.
Ihm zu Ehren trägt seit 2006 der Benkowski-Nunatak auf Greenwich Island in der Antarktis seinen Namen.